# Friedrichbeckeite
La friedrichbeckeite (simbolo IMA: Fri) è un minerale e un ciclosilicato molto raro del gruppo della milarite e ha la composizione chimica semplificata KNa□Mg2Be3Si12O30.

## Etimologia e storia
La friedrichbeckeite è stata scoperta nel 2009 in uno xenolite di gneiss proveniente dall'Ettringer Bellerberg nell'Eifel, in Germania, ed è stata chiamata così in onore del mineralogista e petrografo austriaco Friedrich Johann Karl Becke (1855-1931). Becke era a capo dell'Istituto Mineralogico-Petrografico dell'Università di Vienna ed è noto per il metodo che ha sviluppato per stimare l'indice di rifrazione dei minerali al microscopio osservando la linea di Becke, che prende il nome da lui.
La friedrichbeckeite è già il secondo tentativo di onorare Friedrich Becke con il nome di un minerale. Già nel 1905, J. Morozewicz chiamò il silicato di calcio-lantanio beckelite. Si scoprì però che la beckelite è identica alla britholite-(Ce) ed è quindi stata screditata come minerale dal CNMMC dell'Associazione Mineralogica Internazionale (IMA) nel 2006.

## Classificazione
Poiché la friedrichbeckeite è stata scoperta solo nel 2009, non è elencata nell'obsoleta 8ª edizione della sistematica dei minerali secondo Strunz.
Solo nella Sistematica dei lapis (Lapis-Systematik) secondo Stefan Weiß, che si basa ancora su questa vecchia edizione di Strunz per considerazione verso collezionisti privati e collezioni istituzionali, al minerale è stato assegnato il sistema e al minerale nº VIII/E.22-20. In questa Sistematica ciò corrisponde alla classe dei "silicati e germanati" e quindi alla sottoclasse dei "ciclosilicati", dove la friedrichbeckeite insieme ad agakhanovite-(Y), almarudite, armenite, berezanskite, brannockite, chayesite, darapiosite, dusmatovite, eifelite, emeleusite, faizievite, klöchite, lipuite, merrihueite, milarite, oftedalite, osumilite, osumilite-(Mg), poudretteite, roedderite, shibkovite, sogdianite, sugilite, trattnerite, yagiite, yakovenchukite-(Y) forma il "gruppo della milarite-osumilite" (con doppi anelli a sei punte [Si12O30]12-.
La 9ª edizione della sistematica dei minerali di Strunz, che è stata aggiornata l'ultima volta dall'Associazione Mineralogica Internazionale (IMA) nel 2024, classifica la friedrichbeckeite nella classe "9.C Ciclosilicati"; questa è ulteriormente suddivisa in base alla struttura degli anelli, in modo che il minerale possa essere trovato nella suddivisione "9.CM [Si6O18]12- anelli doppi con 6 membri (sei doppi anelli)" in base alla sua struttura. Insieme ad almarudite, armenite, berezanskite, brannockite, chayesite, darapiosite, dusmatovite, eifelite, klöchite, merrihueite, milarite, oftedalite, osumilite, osumilite-(Mg), poudretteite, roedderite, shibkovite, sogdianite, sugilite, trattnerite e yagiite appartiene al "gruppo della milarite" con il sistema nº 9.CM.05.
Anche la sistematica dei minerali secondo Dana, che viene utilizzata principalmente nel mondo anglosassone, classifica la friedrichbeckeite nella classe dei "silicati e dei germanati" e successivamente nella già più finemente suddivisa sottoclasse dei "ciclosilicati: anelli condensati". Qui è nel "gruppo della milarite-osumilite" con il sistema nº 63.02.01a all'interno della sottosezione "Ciclosilicati: anelli condensati a 6 membri".

## Chimica
La friedrichbeckeite è l'analogo del magnesio dell'almarudite, della milarite e dell'oftedalite e l'analogo del berillio della merrihueite e della roedderite; la composizione misurata della località tipo è:
- {\displaystyle \mathrm {^{[12]}(K_{0,97})^{[9]}(Na_{0,86}\Box _{1,16})^{[6]}(Mg_{1,57}Mn_{0,28}Fe_{0,24})^{[4]}(Be_{1,83}Mg_{1,17})^{[4]}Si_{12,0}O_{30}} }

dove tra parentesi quadre c'è il numero di coordinazione della rispettiva posizione nella struttura cristallina.

## Abito cristallino
La friedrichbeckeite cristallizza nel sistema esagonale nel gruppo spaziale P6/mcc (gruppo nº 192) con i parametri del reticolo a = 9,970 Å e c = 14,130 Å oltre a due unità di formula per cella unitaria.
La friedrichbeckeite è isotipica della milarite, cioè cristallizza con la stessa struttura della milarite. La posizione C coordinata 12 volte è quasi completamente occupata dal potassio (K+). La posizione B coordinata a 9 volte è occupata per metà dal sodio (Na+). Il magnesio (Mg2+), il manganese (Mn2+) e il ferro (Fe2+) riempiono la posizione A coordinata 6 volte e la posizione T2 coordinata tetraedrica contiene berillio (Be2+) e magnesio (Mg2+). La posizione T1, che costruisce i 6 doppi anelli, contiene solo silicio (Si4+).

## Origine e giacitura
La friedrichbeckeite si forma metamorficamente per contatto ad alte temperature intorno ai 900 °C e bassa pressione. Si presume che, come l'eifelite, sia depositata direttamente da una fase gassosa ricca di alcali, contenente silicio e magnesio e povera di alluminio.
L'unica presenza documentata della friedrichbeckeite è la sua località tipo, la cava presso l'Ettringer Bellerberg, 2 km a nord di Mayen, nei pressi del Laacher See dell'Eifel (Renania-Palatinato, in Germania). Questa località molto ricca di minerali è la località tipo di 13 minerali (a partire dal 2016), 4 dei quali provengono dal gruppo della milarite: almarudite, eifelite e osumilite-(Mg) (oltre alla friedrichbeckeite). Inoltre, sempre in questo sito, sono stati rilevati altri minerali del gruppo: chayesite, merrihueite, roedderite e trattnerite.
A Ettringer Bellerberg il minerale è stato trovato nelle cavità di un'inclusione rocciosa ricca di silicati (xenoliti). Si trova associata insieme a quarzo, sanidino, tridimite, augite, magnesio-orneblenda, enstatite, granato ricco di almandino-spessartina, fluorapatite, biotite, braunite, ematite e roedderite.

## Forma in cui si presenta in natura
La friedrichbeckeite sviluppa cristalli placcati incolori a sei facce di dimensioni inferiori a un millimetro. Il colore del suo striscio è da bianco a color crema pallido, mentre il minerale ha colore giallo pallido.